# Bassins

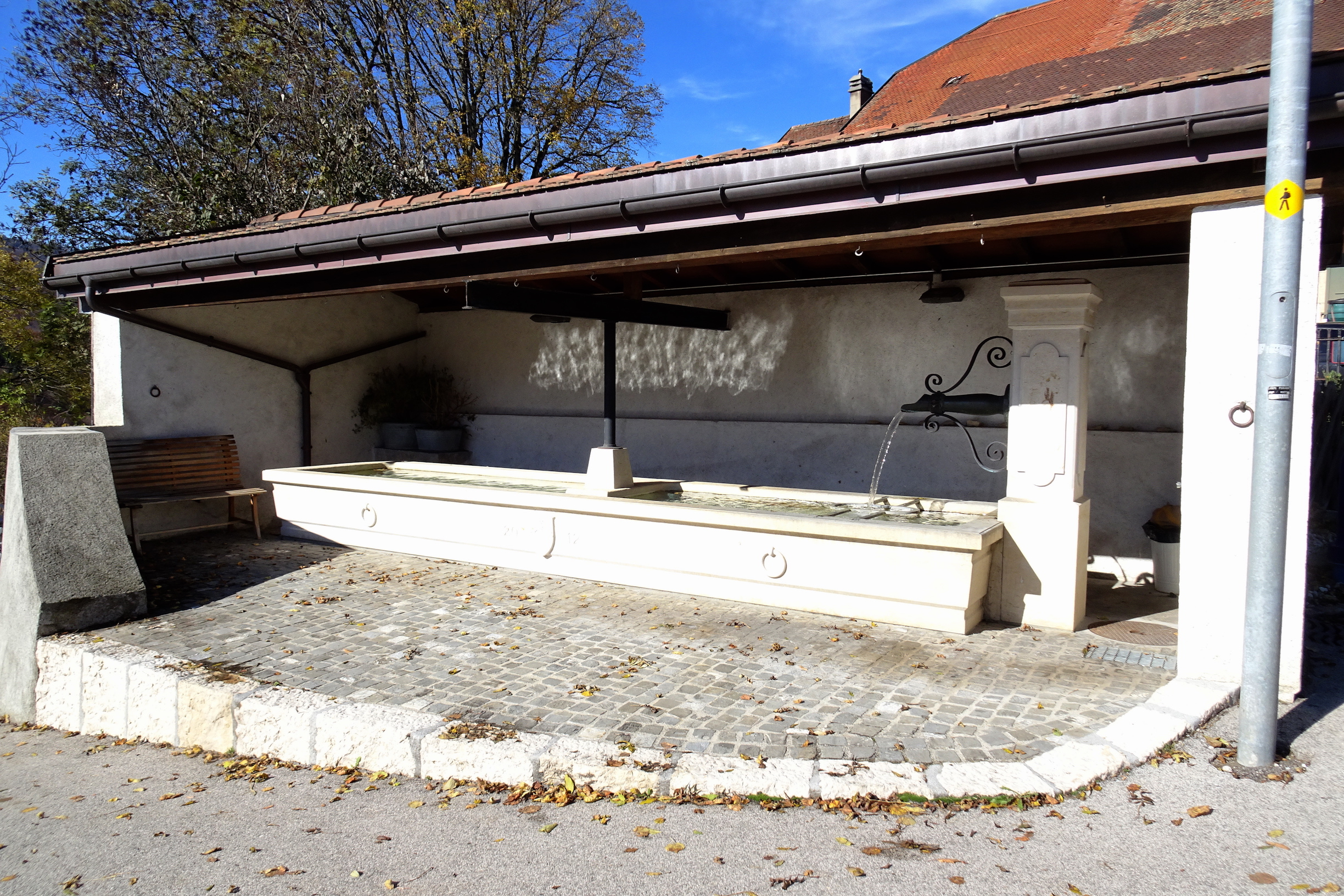
Fontanna w Bassins

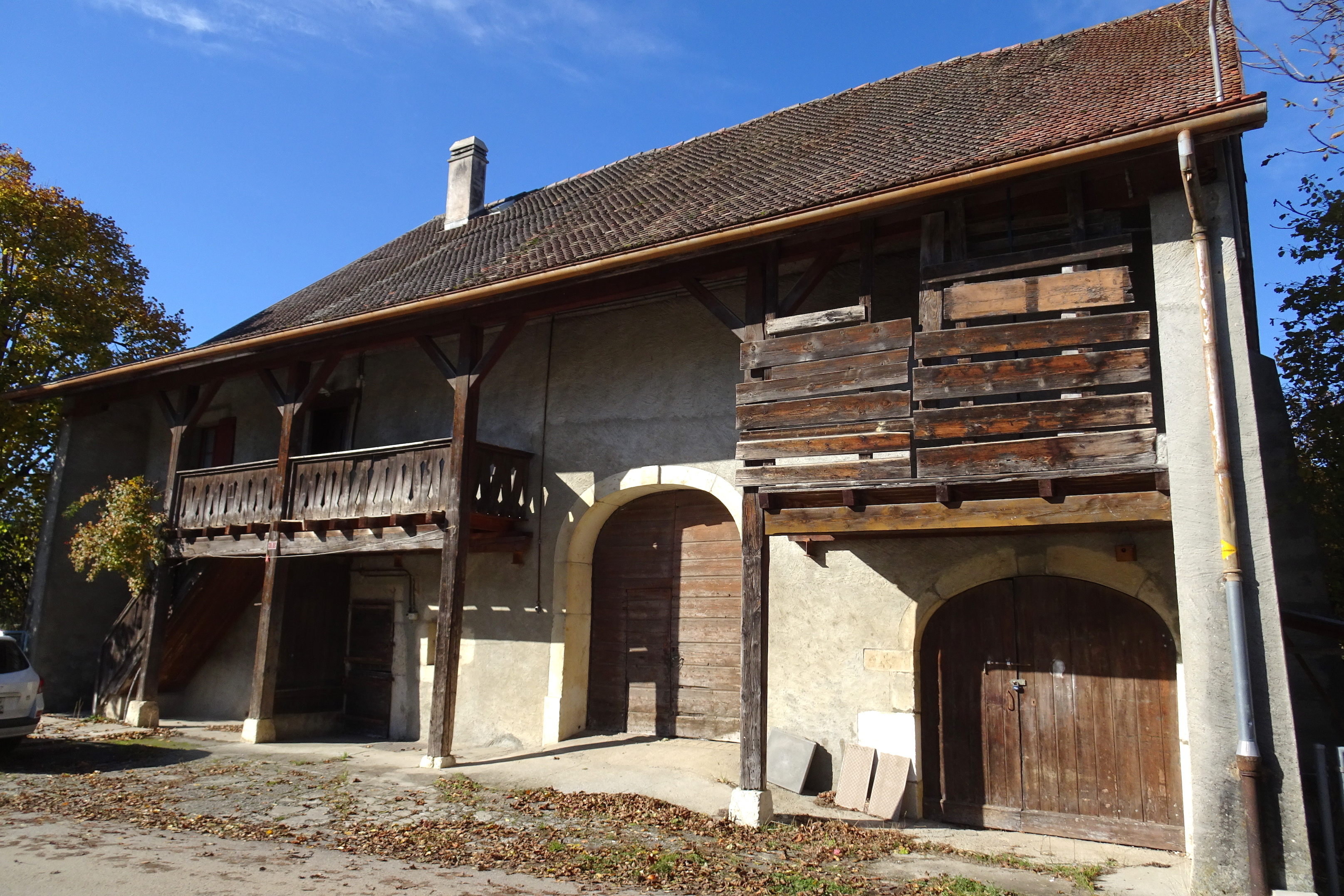
Fragment starej zabudowy w Bassins

Bassins – miejscowość i gmina (commune) w zachodniej Szwajcarii, w kantonie Vaud, w okręgu (district) Nyon. Jedna z największych terytorialnie gmin w tym okręgu, a do połowy XX w., dzięki posiadaniu znacznych obszarów leśnych i rozległych pastwisk górskich z dziesięcioma gospodarstwami pasterskimi – również jedna z najbogatszych.

## Geografia
Położona jest u południowych podnóży Jury. Centrum miejscowości leży na wysokości ok. 753 m n.p.m., ok. 9 km na północ w linii prostej od siedziby okręgu – miasta Nyon. Centrum miejscowości dostępne jest drogami jezdnymi od zachodu (od strony Arzier-Le Muids), od południa (z Begnins) i od północnego wschodu (z Le Vaud). Dworzec kolejowy Bassins na linii Nyon–Saint-Cergue–Morez znajduje się w odległości ok. 750 m na południowy zachód od centrum miejscowości, jest jednak od niego oddzielony głęboką na 100 m doliną potoku Ruisseau de la Combe (dojazd okrężną drogą ok. 2 km).

## Historia
Jest starą miejscowością. Pod obecną nazwą była wspominana już w 1095 r. W 1764 r. liczyła 310 mieszkańców, w 1850 r. 394 mieszkańców, w 1900 r. 417 mieszkańców, w 1960 r. tylko 291 mieszkańców, w 2000 r. 832 mieszkańców. Już we wczesnym średniowieczu potwierdzony jest miejscowy kościół i cmentarz. Kościół pod wezwaniem Najświętszej Marii Panny (Notre-Dame) został prawdopodobnie podarowany opactwu w Cluny w Burgundii przez Humberta I, ówczesnego seniora Cossonay i Prangins. W 1148 r. przeszedł on pod władzę benedyktynów z klasztoru w Payerne, a wkrótce sam stał się siedzibą klasztoru kluniackiego. Przypuszcza się, że pod koniec XIII w. połączył się on z tym z Payerne. Żyło tu kilkunastu mnichów, zajmujących się głównie intensywną produkcją rolniczą. Życie monastyczne zaniknęło jednak w ciągu XIV w., a w 1536 r. klasztor został ostatecznie zniesiony.
Mieszkańcy, uwolnieni od poddaństwa pod koniec XIV w., w 1508 r. znajdowali się w sferze wpływów Payerne. W okresie reformacji kościół stał się filią parafii w Arzier-Le Muids, a następnie, od 1667 r., w Burtigny. Pod władaniem Berna miejscowość należała do baliwatu Nyon, była zarządzana przez dwunastoosobową radę i posiadała własny sąd. Od 1798 r. w okręgu Nyon.
W przededniu II wojny światowej, w obliczu rosnącego potencjalnego zagrożenia ze strony hitlerowskich Niemiec, wieś znalazła się na linii budowanych umocnień obronnych, nazwanej "Linią Promenthouse" (fr. Ligne de la Promenthouse), a popularnie Linią Toblerone. W Bassins znajdowało się dowództwo 217. pogranicznego batalionu strzelców, broniącego "górnego" odcinka linii od Begnins przez Burtigny po Saint-George.
Miejscowość jest siedzibą Kantonalnej Federacji Kas Oszczędnościowo-Pożyczkowych (Fédération vaudoise des crédits mutuels) oraz destylarni, produkującej aromaty roślinne do produkcji perfum i leków.

## Demografia
W Bassins mieszka 1486 osób. W 2021 roku 24,5% populacji gminy stanowiły osoby urodzone poza Szwajcarią.

## Zabytki
Centrum miejscowości utrzymało dawny układ architektoniczny, z szeregiem starych budynków i centralnym placem, na którym zachowała się dawna fontanna z wielkim, kutym w kamieniu korytem.
Na nieznacznym wypiętrzeniu stoku kościół, murowany, jednonawowy, z przysadzistą wieżą wtopioną w korpus, krytą dachem namiotowym. Najstarsza część kościoła, prezbiterium, pochodzi prawdopodobnie z X wieku, pozostałe części dobudowywano od XII do XVI w. Po najeździe berneńskim (1536 r.) w 1542 r. kościół i klasztor zostały sprzedane, kaplice zamknięto, a polichromie kościelne zatarte zgodnie z ideologią protestantyzmu. Kościół nie został jednak zaniedbany i dziś stanowi cenny przykład architektury romańskiej.

## Transport
Przez teren gminy przebiega droga główna nr 125.